# René Windig
René Windig (Amsterdam, 9 november 1951) is een Nederlands striptekenaar. Samen met Eddie de Jong vormt hij het duo Gezellig en Leuk of Windig en de Jong. Zij zijn vooral bekend van hun dagbladstrip Heinz, die liep van 1987 tot 2000 en daarna opnieuw van 2004 tot 2006.
René Windig is de zoon van fotograaf Ad Windig (1912-1996). Op de middelbare school, het Vondelgymnasium, leerde René Windig Eddie de Jong kennen. Windig maakte zijn school niet af. Samen met drie andere jongeren (Hans van Amstel, Hans Niepoth en Hans Rorh) vormden ze "De 5 slijmerds" en gaven ze een amateurblaadje genaamd Gezellig en leuk uit. Die titel gebruikten Windig en de Jong als auteursnaam voor hun eerste strip, Fnirwak. Voor deze strip ontvingen ze in 1984 een Stripschappenning. Hun latere strips tekenden ze als Windig en de Jong.
- International Standard Name Identifier: 0000 0003 9143 5570
- Nederlandse Thesaurus van Auteursnamen: 069927065
- RKD-Nederlands Instituut voor Kunstgeschiedenis: 108940
- Virtual International Authority File: 285305313